# 수륙무차평등재의촬요
수륙무차평등재의촬요(水陸無遮平等齋儀撮要)는 수륙무차평등재(수륙재), 곧 물과 땅에서 죽은 고혼들을 달래기 위해 평등하게 공양하며 재를 올릴 때의 의식절차를 요약한 의례서이다.

## 문화재 지정
조선초기에는 왕실에서 수륙재를 개최한 기록이 제법 전한다. 현전하는 〈수륙무차평등재의촬요〉 판본 가운데 가장 오래된 성종 1년(1470) 간본은 보물 제1105호(호림박물관 소장)로 지정되어 있다. 서울역사박물관 소장의 성화 19년(1483) 중대사 판본은 서울특별시 유형문화재 제318호, 고양 원각사 소장의 홍치 3년(1490) 자비령사 판본은 경기도 유형문화재 제240호로 지정되어 있다.
- 수륙무차평등재의촬요 - 보물 제1105호, 1470년, 호림박물관 소장
- 수륙무차평등재의촬요 - 서울특별시 유형문화재 제318호, 1483년, 중대사 판본
- 수륙무차평등재의촬요 - 서울특별시 유형문화재 제323호, 1571년, 무위사 판본
- 수륙무차평등재의촬요 - 서울특별시 유형문화재 제393호, 1483년 중대사 판본
- 고양 원각사 수륙무차 평등재의 촬요 - 경기도 유형문화재 제240호, 1490년, 자비령사 판본
- 수륙무차평등재의촬요 - 충청북도 유형문화재 제393호, 청주고인쇄박물관 소장
- 하동 대안사 수륙무차평등재의촬요 - 경상남도 문화재자료 제541호
- 김해 대법륜사 수륙무차평등재의촬요 - 경상남도 문화재자료 제619호, 1568년,
- 수륙무차평등재의촬요 - 충청북도의 유형문화재 제393호, 1573년